# Little Barrie
Pour les articles homonymes, voir Barrie (homonymie).
Little Barrie est un groupe de rock britannique, originaire de Beeston, Nottinghamshire, en Angleterre. Le groupe se déplace par la suite vers Londres. Il est composé de Barrie Cadogan (guitare et chant), Lewis Wharton (basse) et de Virgil Howe (batterie).

## Biographie
Avant l'arrivée de Virgil Howe, Billy Skinner était le batteur du groupe et avant lui encore, Wayne Fulwood, qui assurait batterie et chant. Sur le premier single du groupe, avant que Fulwood ne soit recruté, c'est le batteur de studio Chris Lee qui est crédité. Leur musique peut être décrite comme un mélange de soul, blues, funk et rock alternatif. Little Barrie publient leur premier album, We are Little Barrie, le 7 février 2005 au Royaume-Uni, et le 28 juin 2005 aux États-Unis. Il est enregistré en 23 sessions du mercredi dans le studio d'Edwyn Collins. Il comprend quatre singles : Burned Out, Free Salute, Long Hair, et Greener Pastures.
Wayne Fulwood quitte le groupe avant l'enregistrement de leur second album. Selon Lewis Wharton, « ce fut une surprise. (...) Je n'aurai jamais cru que ça puisse se produire. L'enchaînement constant de tournées rendait Wayne fou. Il était tout le temps loin de chez lui. (...) Ça a duré jusqu'à ce qu'on s'apprête à partir pour les États-Unis pour enregistrer le nouvel album, là il a réalisé qu'il serait à nouveau loin de chez lui et qu'on tournerait encore l'année suivante. Il nous a donc dit qu'il ne pouvait plus faire ça[réf. nécessaire]. »
Stand Your Ground est enregistré entre New York - avec Dan the Automator à la production et avec l'aide de Russell Simins, de Blues Explosion, à la batterie - et Londres, avec Mike « Prince Fatty » Pelanconi comme producteur et le nouveau batteur Billy Skinner. Il est publié le 4 octobre 2006 au Japon, et le 29 janvier 2007 au Royaume-Uni et aux États-Unis. Il comprend les singles Pretty Pictures, Pin that Badge, Pay to Join, et Love You.
Leur troisième album studio, intitulé King of the Waves, est publié le 8 décembre 2010 au Japon, et en juin 2011 au Royaume-Uni et aux États-Unis. Il est produit par Edwyn Collins et Little Barrie, et comprend les singles Surf Hell, et How Come. Leur quatrième album studio, Shadow, sort le 25 décembre 2013 au Japon, et le 26 mai 2014 au Royaume-Uni et aux États-Unis. Il comprend trois singles : Fuzz Bomb, Pauline, et Eyes Were Young. 
En janvier 2015, le groupe écrit et joue le thème d'un spin-off de Breaking Bad, appelé Better Call Saul. La chanson est incluse dans la bande son intitulée Better Call Saul - Original Television Soundtrack: Season 1, publiée en novembre 2015.
Virgil Howe, par ailleurs, était le fils du guitariste de Yes, Steve Howe, et est décédé d'une crise cardiaque le 12 septembre 2017. Il était aussi le frère de Dylan Howe, qui est aussi batteur.

## Autres projets
Barrie Cadogan a joué en tournée avec Morrissey, Primal Scream et Saint Etienne en tant que guitariste invité.  Wayne Fulwood écrit et enregistre actuellement pour un futur album solo. Billy Skinner joue également avec le groupe Elwood Grace.

## Discographie

### Albums studio
- 2005 - We are Little Barrie (Genuine Records / PIAS)
- 2006 - Stand Your Ground (Genuine Records / PIAS)
- 2010 - King of the Waves (Bumpman Records)
- 2013 - Shadow (Non-Delux)
- 2017 - Death Express (Non-Delux)
- 2025 - Electric War

### Collaborations
Avec Malcolm Catto
- 2020 - Quatermass Seven (Madlib Invazion)
- 2025 - Electric War (Easy Eye Sound)

## Virgil Howe
- 1993 : The Grand Scheme Of Things de Steve Howe - Virgil claviers, piano.
- 2003 : Elements de Steve Howe's Remedy - Virgil claviers chœurs.
- 2005 : Spectrum Steve Howe - Virgil synthétiseurs sur deux pièces.
- 2005 : Live Steve Howe's Remedy : claviers
- 2011 : Time Steve Howe - Virgil claviers sur Kindred Spirits.
- 2017 : Nexus Virgil & Steve Howe - Inside Out Music label.